# Fliegeralarm

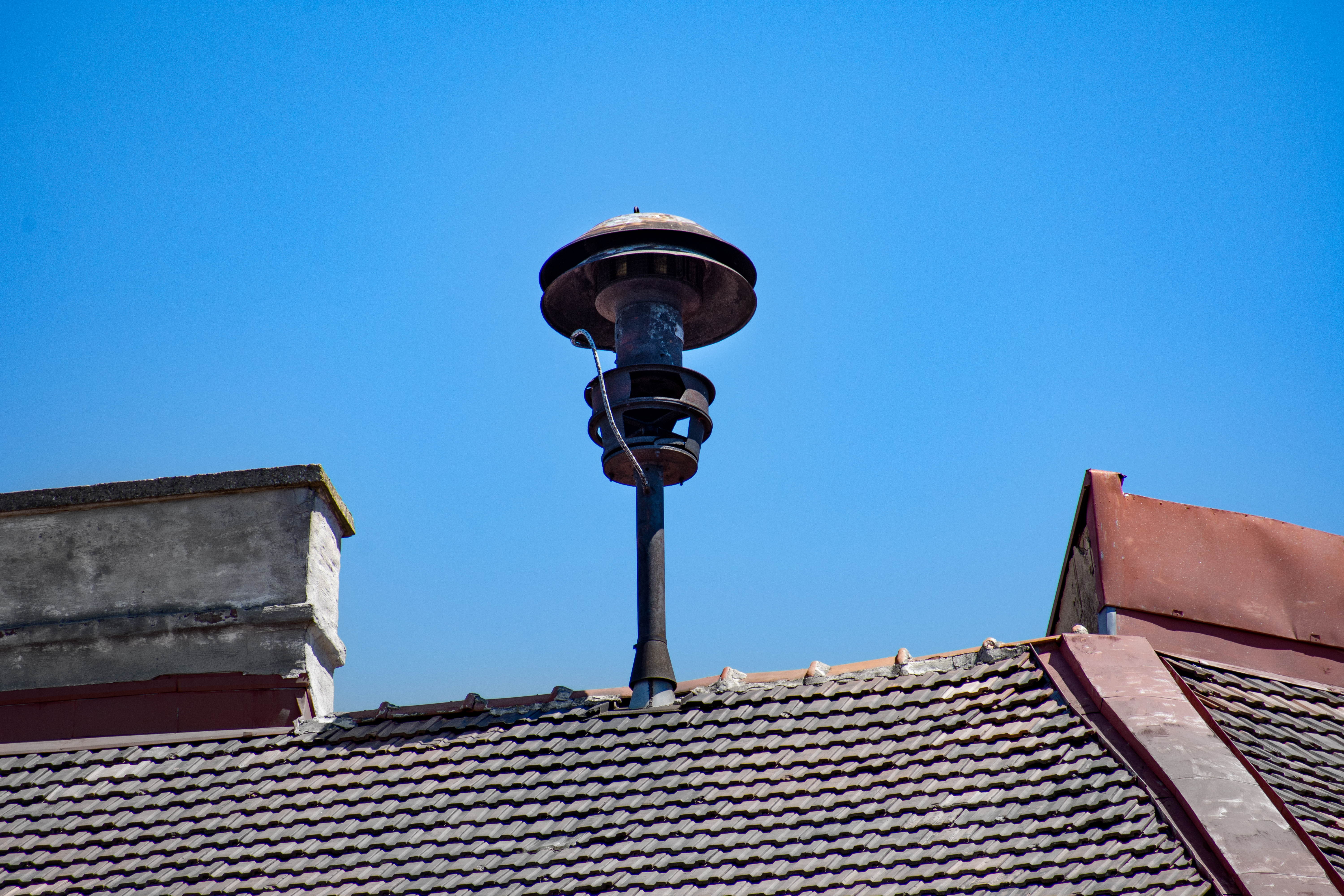
Historische Luftschutzsirene

Der Fliegeralarm war ein Alarmsignal im Zweiten Weltkrieg, das mittels Sirenen gegeben wurde. Der Begriff wurde in den 1960er Jahren geändert, da die Bedrohung nun auch von Raketen und nicht mehr ausschließlich von Flugzeugen ausgehen konnte.

## Geschichte
Adressaten waren nicht nur Soldaten, sondern vor allem auch die zivile Bevölkerung. Bekanntheit und Bedeutung erlangte der Fliegeralarm im Zweiten Weltkrieg bei den Bombenangriffen auf deutsche sowie auch auf englische Städte. 
Mitte der 1950er Jahre wurde in West-Deutschland der Zivilschutz neu organisiert, und es begann der Ausbau eines flächendeckenden Sirenennetzes. Durch zehn Warnämter, die in Deutschland verteilt waren, konnte man die Sirenen auslösen. Der Fliegeralarm aus dem Zweiten Weltkrieg wurde zum Luftalarm, der bis Anfang der 1990er Jahre mit einer Minute Heulton die Bevölkerung im Verteidigungsfall vor Luftangriffen hätte warnen sollen. Er löste Mitte der 1970er Jahre auch den alten Katastrophenalarm (bestehend aus dreimal zwölf Sekunden Dauerton mit je zwölf Sekunden Pause, danach eine Minute Dauerton) ab und wurde somit für Friedenszeiten zum Katastrophenschutz eingesetzt.

## Alarmtöne
Zuerst wurde er als Zwei-Minuten-Heulton in den Anfangsjahren des Zweiten Weltkrieges über sogenannte Luftschutzsirenen gegeben; ab Mitte des Zweiten Weltkrieges wurde er dann durch die Neuregelung der Luftschutzordnung auf eine Minute verkürzt. Zuvor setzte man dann die sogenannte Fliegerwarnung ein: dreimal Dauerton von je zwölf Sekunden. 1942 wurde die sogenannte Fliegerwarnung als öffentliche Luftwarnung und Vorentwarnung verwendet. 
Gegen Ende des Krieges wurde in Deutschland das Signal „akute Luftgefahr“, wenn eine unmittelbare Bedrohung des alarmierten Luftschutzortes vorhanden war, neu eingeführt. „Es besteht aus einem kurzen Alarmstoß, bestehend aus zwei Heulperioden der Sirenen von einer Gesamtdauer von acht Sekunden......Die Beendigung der „akuten Luftgefahr“ wird mit dem Signal „Vorentwarnung“ (dreimal wiederholter hoher Dauerton) angezeigt.....Endgültige Entwarnung erfolgt durch das bisherige Entwarnungssignal (eine Minute langer hoher Dauerton).“

### Vorwarnung im Rundfunk
Mit dem sogenannten Kuckucksruf wurde im Rundfunk angekündigt, dass aufgrund eines bevorstehenden Luftangriffs die Abschaltung des Senders und die Einschaltung des Luftschutzsenders (über Drahtfunk) bevorstand.